# Uttersjön (Vimmerby socken, Småland)
Uttersjön är en sjö i Vimmerby kommun i Småland och ingår i Motala ströms huvudavrinningsområde. Sjön är 5,9 meter djup, har en yta på 0,043 kvadratkilometer och befinner sig 110 meter över havet.